# 拉斯科拉島

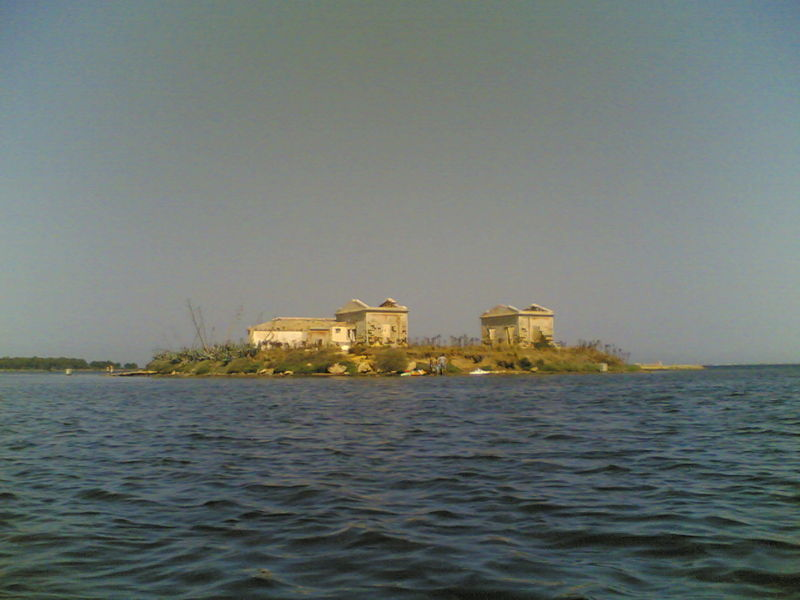

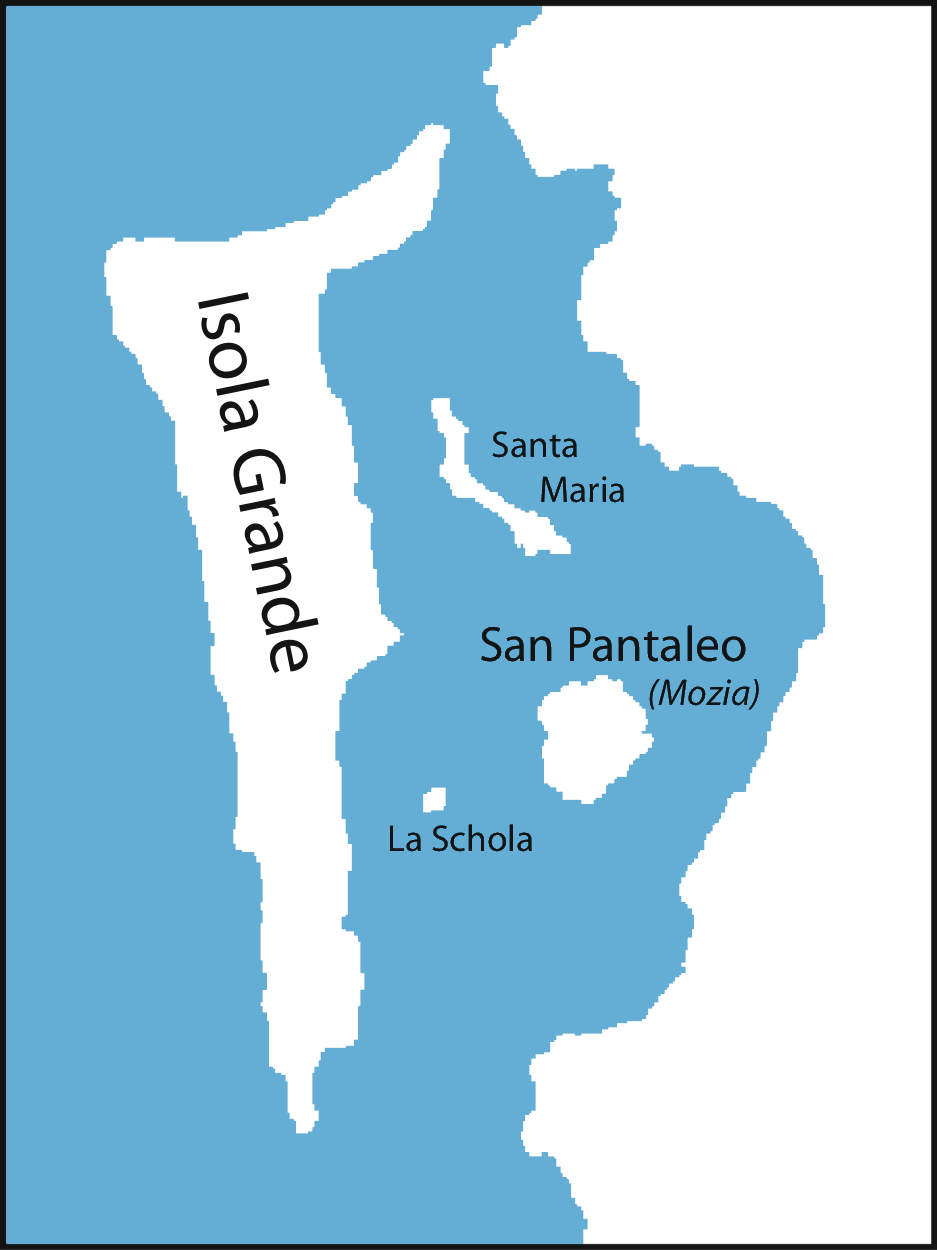

拉斯科拉島是意大利的島嶼，位於地中海，由特拉帕尼省負責管轄，屬於斯塔尼奧內群島的一部分，長84米、寬58米，面積0.33公畝，最高點海拔高度2米，島上無人居住。